# Dům umění (Ostrava)
Dům umění v Ostravě je jednopatrová budova v duchu funkcionalistického a konstruktivistického slohu, nacházející se v blízkosti kavárny Elektra. Objekt je sídlem Galerie výtvarného umění v Ostravě.

## Historie
Známý ostravský stavitel a sběratel umění František Jureček těžce nesl, že Ostrava dosud nemá vlastní uměleckou síň pro výstavy. Inicioval proto vznik Spolku pro vystavění a udržování výstavního pavilonu v Moravské Ostravě, který byl založen 24. ledna 1923. Ten pak vyhlásil architektonickou soutěž na novou budovu výstavní síně. Porotci, mezi které patřil např. Václav Vilém Štech, František Váhala či Bohuslav Fuchs, vybrali návrh dvojice Františka Fialy (1895 – 1957) a Vladimíra Wallenfelse (1895 – 1962). Vítězný projekt posléze zrealizoval Rudolf Kaulich.
Slavnostního otevření se už nedožil ideový a duchovní otec celého projektu stavitel František Jureček, který odkázal Domu umění svou sbírku obsahující 113 položek – budoucí základ galerie. Budova puristického vzhledu s akcentujícími velkými plochami cihlových stěn byla slavnostně otevřena 13. května 1926.

## Architektura

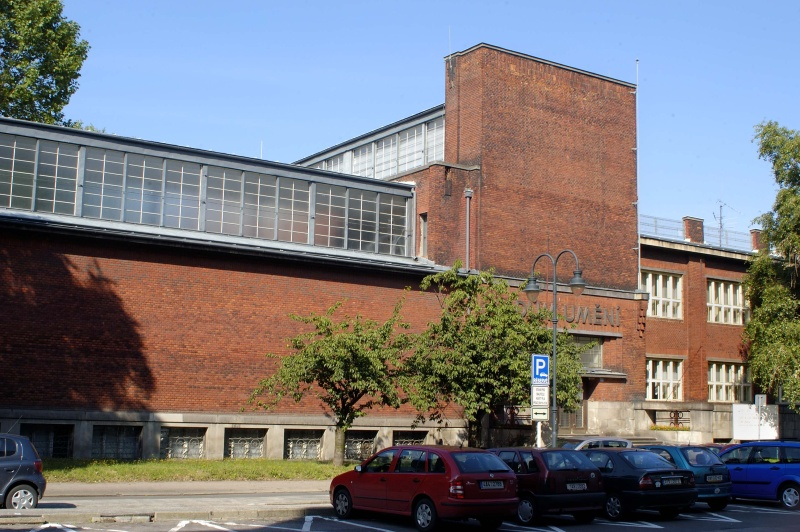
Dům umění v Ostravě

Základní uspořádání budovy bylo již předem naznačeno směrnicemi stavebního programu: v přízemí měl být velký a malý výstavní sál, přednáškový sál s příslušenstvím, šatna a část administrativní; první patro bylo určené pro stálou galerii, dva ateliéry a klubovnu. V suterénu měl být byt správce domu a podle původního projektu umělecko-průmyslové dílny. Podoba dnešní architektury se však značně odlišuje od soutěžních návrhů, vedoucích k stále čistější puristické koncepci.
Již samotné muzejně-technické připomínky, které byly připojeny k podmínkám soutěže, vyjadřovaly moderní přístup k problému i důraz na vnitřní účelnost. Ideálem se tak staly výstavní sály, v nichž architektura neomezovala změny ve velikosti interiérů a umožnila variabilitu vnitřního uspořádání. Bylo doporučeno, aby kanceláře o menší výšce než sály byly umístěny mimo hlavní komunikaci návštěvníků. Nejzávažnějším problémem se stalo osvětlení sálů. Osvětlení shora však u nás ještě nebylo tak běžné a ani se s ním nepočítalo v prvním předkládaném návrhu.
S těmito všemi podmínkami se architekti Fiala a Wallenfels dobře vypořádali. Dali tak vzniknout jednomu z prvních moderních výstavních pavilonů v republice. Situační požadavky budovy jasně předurčovaly umístění hlavního i postranních vstupů a vjezdu do manipulačního dvora k zadní rampě. Výstavní síně kolem vstupního vestibulu mají jednoduchou dispozici, každá z nich má svůj vlastní vchod.
K velkému výstavnímu sálu v levém křídlu s lucernovým světlem o výměře 8 m × 31 m, je přiřazena malá výstavní síň s postranním osvětlením okny na vysokém parapetu. V ose budovy je řešena přednášková síň spojená s velkým a malým sálem, kterou lze použít také k výstavním účelům. K vestibulu, ze kterého vede hlavní schodiště do prvního patra, byla přiřazena šatna a toalety, dále pak v pravé administrativní části úřadovna sekretáře, zdviž (nakonec nerealizovaná) a sklad. V prvém patře v ose budovy nad přednáškovým sálem a vestibulem jsou dva sály pro výstavní účely, dříve s lucernovým osvětlením. Administrativní křídlo prvního patra mělo dva ateliéry pro umělce a klubovnu výboru Spolku. V suterénu byly umístěny dílny, byt správce a kotelna. Složitým problémem při stavbě budovy bylo rozsáhlé poddolování ostravské oblasti a podle provedených sond se dalo očekávat značné sesedání půdy. Ze zamýšleného systému topení podlahou bylo z finančních důvodů upuštěno, proto bylo nakonec použito radiátorů krytých drátěnou konstrukcí.

### Osvětlení
Na vysoké technické úrovni bylo provedeno osvětlení výstavních síní, kde systém luceren s vertikálními okenními plochami značně omezoval usazování prachu. Okna ocelových luceren byla zasklena tlačeným sklem, vnitřní strop sklem leptaným.
Osvětlení zde bylo zcela podřízeno speciální funkci objektu. V době vzniku Domu umění se v odborném tisku objevilo několik článků, které jasně charakterizovaly situaci osvětlení v již existujících obrazárnách jako tristní a byla zde předložena nová řešení. Zejména se jedná o článek S. H. Seagera, který byl původně otištěn v roce 1923 v časopise The American Architect a Architectural Review. Připojena byla předmluva amerických vydavatelů konstatující velmi malý pokrok v této oblasti. Česká redakční poznámka zdůrazňovala, že speciální určení budovy může povýšit určitou její funkci na hlavní, téměř jedinou. V témže roce byla publikovaná studie Antonína Beneše Lucernové osvětlení galerií, která seznámila s historií tohoto způsobu osvětlení, s jeho nespornými výhodami a konstrukčními pravidly. Byly zde uvedeny i aktuální příklady obrazárny ve Winterthuru a muzea v Hamburku a Kasselu, které vycházejí z typu osvětlení vyvíjejícího se na britských ostrovech (Christie v Londýně, Birmingham).

### Architektonický styl

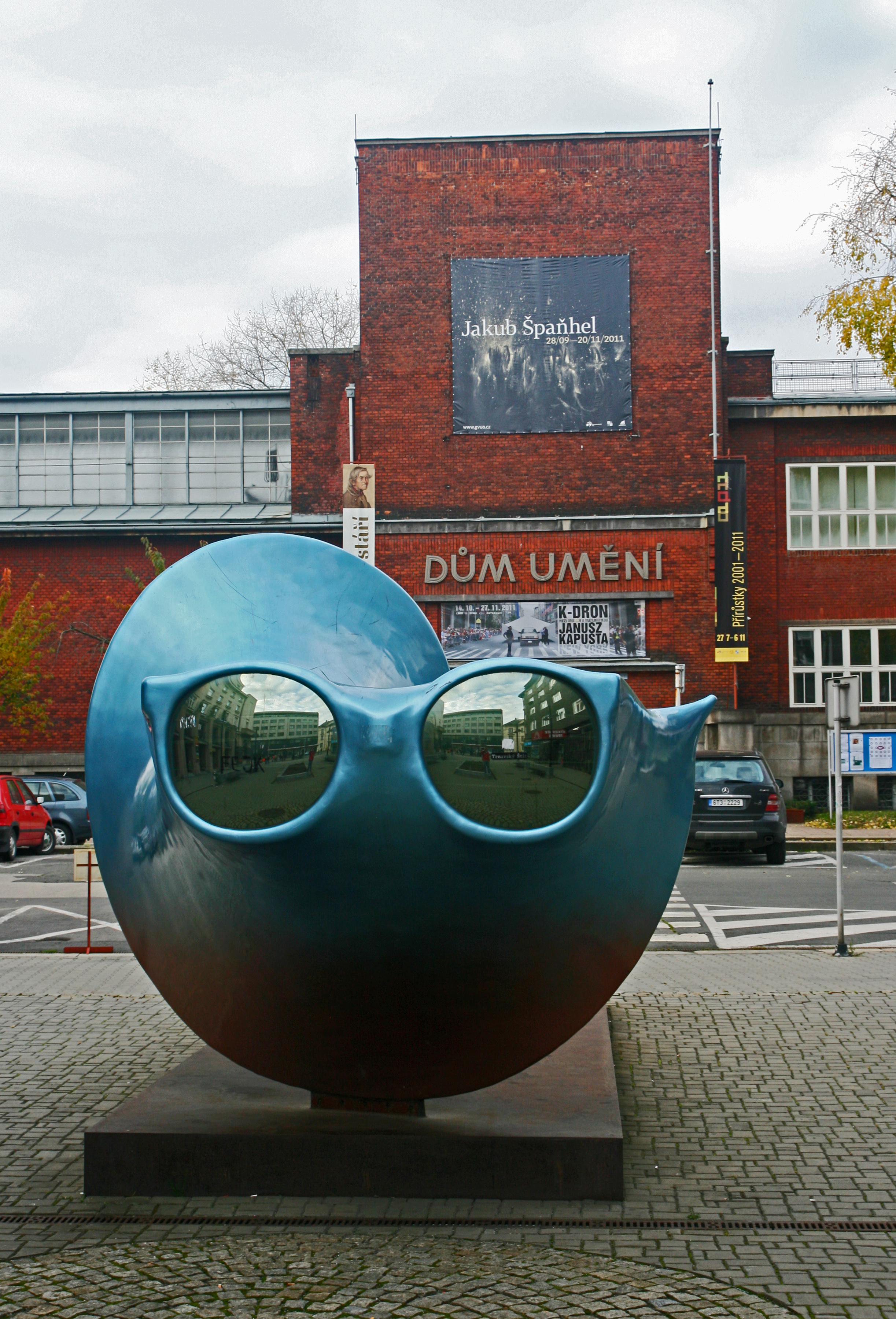
Socha Lukáše Rittsteina před Domem umění v Ostravě

Nejen technická řešení byla v souladu se světovými tendencemi. Samotná architektura je výrazná svým stylovým projevem nejen v ostravském prostředí. Svým charakterem odráží vývoj české architektury první poloviny dvacátých let. Ještě do roku 1923 Josef Gočár s Pavlem Janákem obhajovali koncepci tzv. národního stylu a architektura se v těchto letech opět vracela k „nulovému bodu“, ke Kotěrově cihelné architektuře a holandským příkladům. Zvláště Josef Gočár a spříznění tvůrci navázali velmi úzké kontakty s puristicko-funkcionalistickou „novou architekturou“, a to oklikou přes umírněné holandské architekty Dudokova směru, která vyšla z Berlageho školy. Roku 1924 Gočárův ateliér podnikl exkurzi do Holandska. Ve stejném roce přijel do Prahy H. P. Berlage, jehož architektura kladla důraz na výtvarné působení cihly a zákonitosti čisté geometrie.

### Estetika cihly
Vizuální podoba architektury ostravského regionu se tradičně spojuje s pohledovou režnou cihlou, která se uplatňuje na mnohých stavbách. Cihla je v Ostravě významným prvkem zástavby Vítkovic, ale také mnohých jiných průmyslových objektů, např. Dolu Michal v Michálkovicích. Proto architekti Fiala s Wallenfelsem použili obdobný aparát pro budovu Domu umění. Nejen že programově a vizuálně navázali na tradiční architekturu regionu, ale významným způsobem využili vizualitu cihly k zcivilnění Domu umění. Pro žáky Kotěry a Gočára nebyl tento přístup ničím neobvyklým, protože jejich učitelé k tomuto materiálu měli blízký vztah. Sám Jan Kotěra přiznal své ovlivnění holandskou architekturou po cestě do Nizozemí roku 1908. Podle něj estetika cihly vedla „k přísné kráse, chladné střízlivosti a mužné drsnosti.“ Podobně Gočár od roku 1924 a po něm i další spříznění tvůrci začínal navazovat kontakty s puristicko-funkcionalistickou „novou architekturou“. Na několik let se v Gočárových stavbách zabydlely neomítané cihly rámované přiznanými železobetonovými elementy. Tímto způsobem, vyjadřujícím zlatou střední cestu tehdejší české architektury, pojal Gočár např. Gymnázium J. K. Tyla v Hradci Králové (1924–1926) a československý pavilon na Mezinárodní výstavě dekorativního umění v Paříži (1925).

### Architektura zcivilnění a jednoduchost plastické formy
Nová architektura se stala elementární a funkční, protože se vyvíjela z přesně zjištěných potřeb. Proto došlo od roku 1921 k postupnému odklonu od artistního řešení k oproštěné puristické formě, volným přechodem k zvýšené hmotnosti na úkor dynamického působení celku i detailů. Toto modernější pojetí monumentality spatřovalo kvalitu v mohutnosti a dokonalé proporcionalitě jednoduché plastické formy. Tak se i Dům umění projevuje velkým klidem, který není narušován šikmými motivy, tělesy nepravidelného tvaru nebo výrazným detailem. Architektura Wallenfelsova profesora sloužila Domu umění jako jeden z příkladů. V Ostravě je dovedena k dokonalosti Kotěrova snaha monumentalizace civilnosti.